# Internet Explorer 8

Windows Internet Explorer 8 (förkortat IE8) är en webbläsare utvecklad av Microsoft som tillhör en serie av webbläsare kallade Internet Explorer. Webbläsaren släpptes den 19 mars 2009 för Windows XP, Windows Server 2003, Windows Vista, Windows Server 2008 och Windows 7. Versioner för både 32-bit och 64-bit är tillgängliga. Internet Explorer 8 är uppföljaren till Internet Explorer 7 som släpptes 2006 och är standardwebbläsare för operativsystemen Windows 7 och Windows Server 2008 R2 utanför Europa. 
I januari 2011 uppskattades IE8 ha en marknadsandel på mellan 26 och 33 procent.
Internet Explorer 8 är den första versionen av Internet Explorer som klarat testet Acid2, dock får webbläsaren bara ett betyg på 20/100 på testet Acid3. Enligt Microsoft var säkerhet, enkelhet och förbättringar för RSS, CSS och AJAX prioriterat vid utvecklingen av IE8.
Internet Explorer 8 är den sista versionen av Internet Explorer som stöds för Windows XP. Näst kommande version, Internet Explorer 9, stöds endast på Windows Vista och Windows 7.

## Historik
Utvecklingen av IE8 startade i mars 2006. I februari 2008 skickade Microsoft ut privata inbjudningar för IE8 Beta 1  och den 5 mars 2008 släpptes en betaversion till allmänheten, dock med ett fokus mot webbutvecklare. IE8 lanserades tillsammans med en hemsida som marknadsförde webbläsaren kallad Windows Internet Explorer 8 Readiness Toolkit där man marknadsförde ett antal relaterade utvecklingsverktyg och nya funktioner som tillägg till nedladdningslänkar för betaversionen Microsoft Developer Network (MSDN) lade till ett antal nya sektioner som behandlade den nya teknologin för IE8. I media fokuserades mycket på problematik med ”Version targeting” och två nya funktioner kallade ”WebSlice” och ”Aktiviteter”. 
Den 27 augusti 2008 gjordes en andra betaversion tillgänglig av Microsoft. Tidningen PC World noterade ett flertal nya funktioner i Beta 2 så som läget InPrivate, isolering och färgkodning av tabbar samt förbättrade kompatibilitet jämfört med Internet Explorer 7. Två namnbyten skedde, “Aktiviteter” bytes till “Acceleratorer” och “Phishing filter” från IE7 som bytt namn till “Säkerhetsfiltrering” i den första betan bytte namn till “SmartScreen”. Båda dessa namnbyten följdes även av tekniska förändringar. I augusti 2008 hade den nya funktionen kallad ”InPrivate” kommit ut i rampljuset.
Den 5 januari 2009 släppte Microsoft ett verktyg för att blockera automatisk installation av Internet Explorer 8 via Windows Update. Från och med den 20 maj 2009 är Windows XP ej en stöttad plattform för Internet Explorer 8. Den 27 maj 2010 släppte Microsoft en version av Internet Explorer 8 som är optimerad för Bing och MSN. Filen har namnet BOIE8_ENUS_XP.exe.

### Språkstöd
Vid släppet av IE8 var språkstödet ej färdigställt, IE8 släpptes istället med 25 tillgängliga språk. Dessa har utökats till att i juni 2009 vara 63 stycken för versionen av IE8 för 32-bitars Windows Vista. Stöd för ytterligare språk kan finnas förinstallerat i operativsystemet eller laddas ner i språkpaket.

## Funktioner
Internet Explorer 8 har många nya funktioner så som WebSlices och Acceleratorer.

### Nya funktioner

#### Acceleratorer
Acceleratorer är en typ av sökningar som låter användaren anropa en webbtjänst från en annan webbplats än den aktuella med hjälp av endast ett musklick. Handlingar så som att markera en text eller andra objekt ger användaren tillgång till en lämplig Acceleratortjänst, som till exempel att blogga om den markerade texten eller visa en karta över markerade geografiska platser. Enligt Microsoft kan Acceleratorer eliminera behovet av att kopiera och klistra innehåll mellan olika webbplatser. IE8 specificerar en XML-baserad kod som låter en webbapplikation eller webbtjänst att anropas av en Accelerator. Hur tjänsten kommer att anropas och för vilken typ av innehåll den kommer att visas som tillgänglig är specificerat i XMLfilen. Likheter har uppmärksammats mellan Acceleratorer och den kontroversiella smart tag-funktionen som experimenterades med i IE6.

#### Automatisk återhämtning för kraschade tabbar
Om en webbplats eller add-on orsakar att en tabb kraschar i IE8 så är det endast den tabben som blir påverkad. Själva webbläsaren förblir stabil och eventuella övriga tabbar påverkas ej. På det här sättet minimeras alla störningar. Om en tabb oväntat stängs eller kraschar så laddas den automatiskt om med samma innehåll som innan kraschen. 

#### Utvecklingsverktyg
För utvecklare så inkluderar IE8 verktyg för avlusning av HTML, CSS och JavaScript direkt I webbläsaren.

#### Favoriter
I IE8 har fältet för Favoriter en ny design som möjliggör hantering av innehåll så som Web Slices, feeds och dokument utöver endast länkar till webbplatser. 

#### Sökningar på webbplatser
I Internet Explorer 8 har dialogrutan med texten “Sök..” ersatts av ett verktygsfält för sökning som kan aktiveras genom att användaren trycker CTRL + F eller från en drop down-meny. Internet Explorer 8 markerar alla funna eftersökta ord samtidigt som användaren kan fortsätta att navigera på sidan som vanligt.

#### InPrivate
Ett nytt säkerhetsläge kallat InPrivate presenteras i IE8. Läget består av två huvudfunktioner: InPrivate-surfning och InPrivate-filtrering. 
Liknande funktioner lades till i Safari 2005 och senare även Mozilla Firefox 3.5, Opera 10 samt Google Chrome  Tidningen InformationWeek har kallat läget för ett "'Stealth' Privacy Mode".
InPrivate-surfning i Internet Explorer 8 gör att en användares historik, temporära internetfiler, formulärdata, cookies samt ifyllda användarnamn och lösenord inte sparas av webbläsaren. Därmed lämnas inga lättåtkomliga spår av surfning och sökningar. InPrivate-filtrering erbjuder användaren kontroll över vilken information tredjeparts webbplatser kan använda för att spåra användarens aktivitet. Som med andra liknande lägen så finns det dock sätt att återskapa informationen som dolts

#### Prestanda och stabilitet
Internet Explorer 8 har ett flertal förbättringar så som HTML-parsern, CSS-motorn, mark-up tree manipulationen och JScript-körtiden. För bättre säkerhet och stabilitet använder IE8 Loosely Coupled Internet Explorer (LCIE) –arkitektur samt kör webbläsarens ram och tabbarna i separata processer. LCIE förebygger att buggar och hängningar saboterar hela webbläsaren och bidrar till bättre prestanda och skalabilitet. Tillstånd för ActiveX-kontroller har gjorts mer flexibelt, istället för att aktivera eller avaktivera dem global så kan de nu tillåtas för specifika webbplatser.

#### SmartScreen Filter
SmartScreen Filter är en utökning av Phishing-filtret i IE7 och ger skydd mot sociala malwares. Varje webbplats kontrolleras mot en lokal lista över populära, legitima webbplatser. Om webbplatsen inte är listad så skickas adressen till Microsoft för ytterligare kontroll. Om webbplatsen har märkts som en ”bedragare” eller som skadlig så visar IE8 en varningsskärm som anger att sidan är skadlig och ej bör besökas. Från varningsskärmen kan användaren antingen klicka sig fram till sin startsida, backa till den senast besökta webbplatsen eller fortsätta till den osäkra webbplatsen. Nytt i SmartScreen är att om en användare försöker ladda ner en fil från en plats som är markerad som skadlig så avbryts nedladdningen. SmartScreen är överlägset liknande skydd i andra webbläsare  Funktionen kan avaktiveras eller framtvingas för användare med hjälp av ”Group Policys”.

#### Föreslagna webbplatser
I IE8 finns en funktion beskriven av Microsoft som ett verktyg för att föreslå webbplatser, detta görs genom att webbläsaren skickar information till Microsoft via en säker koppling. Funktionen är avaktiverad som standars och stängs även av om webbläsaren används i läget InPrivate eller används för att besöka SSL-säkrade sidor, intranät, IP-adresser eller IDN-adresserade sidor. Potentiellt identifierande information så som användarens IP-adress och webbläsareinformation skickas till Microsoft som en artefakt av HTTPS-protokollet. Microsoft har angett att informationen inte sparas. 

#### Web Slice och feeds
Web Slices är delar av en webbplats som en användare kan prenumerera på. Web Slices uppdateras automatiskt av webbläsaren och kan visas direkt i fältet för Favoriter. Webbutvecklare kan märka delar av webbplatser som Web Slices med hAtom och hSlice. Web Slices har jämförts med ActiveDesktop som introducerades i Internet Explorer 4.

### ActiveX-kontroller
Användare kan tillåta användning a ActiveX-kontroller på alla webbplatser eller endast på vissa specificerade webbplatser. Dessa inställningar kan lätt ändras av användaren själv. För varje ActiveX-kontroll finns en lista över webbplatser som godkänts av användaren

### Borttagna funktioner
- I IE8 kan den föregående sessionen ej längre återskapas automatiskt nästa gång webbläsaren startas. Användaren måste själv öppna den manuellt. [29]
- CSS Expressions stöds ej längre som standard i IE8. [30]
- Öppning av webbarkiv måste nu göras via hårddiskens arkivsystem.[31]
- Stöd för [32]
- Alternativet att ta bort filer och inställningar lagrade av add-ons eller ActiveX-kontroller. [33]

## Stöd för standarder
Webbstandarder med stöd i IE8:
- Accessible Rich Internet Applications (ARIA) specifikation för förbättrad tillgänglighet i Ajax.
- CSS 1 har fullt stöd. CSS 2 har näst intill fullt stöd, CSS 3 har delvis stöd.[34][35]
- Data: URIs
- DOM
- DOM storage
- HTML
- Delvis stöd för HTML 5
- Selectors API:s

Dock så finns det andra WC3-standarder som IE8 ej följer:
- MathML
- Stora delar av DOM 2 och DOM 3.
- SVG.[36]
- XHTML

### Kompatibilitetsläge
Internet Explorer 8 har enligt Microsoft en striktare koppling till WC3:s webbstandarder än Internet Explorer 7 hade. På grund av detta så kan en del webbplatser utvecklade för tidigare versioner av Internet Explorer sluta fungera. Samma sak hände när Internet Explorer 7 släpptes och ej var kompatibelt med alla sidor som utvecklats för Internet Explorer 6. 
För att undvika det här problemet har IE8 en slags ”Version Targeting” som låter en webbplats bli anpassad för en viss version av en webbläsare med hjälp av X-UA-Kompatibel deklaration, antingen som ett metaelement eller i http-headers.
För att bibehålla bakåtkompatibiliteten kan webbplatser begära en hantering som liknar beteendet hos IE7 genom att använda ett speciellt utformat metaelement i koden som triggar kompatibilitetsläget i webbläsaren. En nyare version av webbläsaren än den som sidan är skriven för emulerar då beteendet hos en äldre version av samma webbläsare.
Peter Bright på Ars Technica hävdade att idén med att använda metataggar för att välja ett specifikt renderingsläge i grunden missar poängen med standardbaserad utveckling, men menade även att frågan handlar om idealism kontra pragmatism inom webbutveckling och att det troligtvis är för mycket begärt att förvänta sig att webbutvecklare uppdaterar webbplatser för att vara kompatibla med nya och framtida versioner av webbläsare. 
Effekten för IE 8 Beta 1 var att den fick tre renderingslägen: "Quirks," "Strict," och "Standard”. När en gammal DOCTYPE eller ingen DOCTYPE alls används så renderar den som IE5 (quirks mode). När ett speciellt metaelement eller dess motsvarande http-header finns inkluderat på sidan så renderar den så som IE7 skulle ha gjort (strict mode). I alla andra fall renderar IE8 sidor med sin egen motor (standard mode). Användaren kan växla mellan dessa tre lägen.
Microsoft har en lista över webbplatser som rapporterats ha problem med standardläget I IE8, känd som kompatibilitetslistan. När en användare aktiverar listan så kommer IE8 att rendera sidor som finns i listan med hjälp av kompatibilitetsläget. Listan uppdateras ibland för att lägga till nya webbplatser med problematik och ta bort webbplatser vars ägare har ansökt om det. Internet Explorer-teamet testar även webbplatser på listan för kompatibilitetsproblem och plockar bort webbplatser där inga problem kan hittas. 

## Mottagande
Fem veckor efter släppet av IE 8 beta 2 i augusti 2008 hade marknadsandelen för Beta 1 stigit från 0,05 till 0,61 procent enligt Net Applications. I juli 2009, cirka fyra månader efter det slutgiltiga släppet så hade marknadsandelen stigit till 13%.

## Systemkrav
IE8 kräver minst:
- Processorhastighet: 233 MHz
- Minne: 64 MB för 32-bit Windows XP/Server 2003, 128 MB för 64-bit Windows XP/Server 2003, och 512 MB för Windows Vista/Server 2008 (32-bit och 64-bit)
- Skärm: Super VGA (800 x 600) med 256 färger.
- Tillbehör: Modem eller annan internetuppkoppling, mus eller en kompatibel pekskärmsutrustning.

### Operativsystemskrav
- Windows XP
- Server 2003
- Windows Vista
- Server 2008
- Windows 7